# Dekanat postawski (eparchia połocka i głębocka)
Dekanat postawski – jeden z dziesięciu dekanatów eparchii połockiej i głębockiej Egzarchatu Białoruskiego Patriarchatu Moskiewskiego.
Dziekanem jest protojerej Walerij Paszkiewicz.

## Parafie w dekanacie[1]
- Parafia Narodzenia św. Jana Chrzciciela w Hruzdowie
  - Cerkiew Narodzenia św. Jana Chrzciciela w Hruzdowie
- Parafia Opieki Matki Bożej w Łasicy
  - Cerkiew Opieki Matki Bożej w Łasicy
- Parafia Zaśnięcia Matki Bożej w Mańkowiczach
  - Cerkiew Zaśnięcia Matki Bożej w Mańkowiczach
- Parafia Opieki Matki Bożej w Osinogródku
  - Cerkiew Opieki Matki Bożej w Osinogródku
  - Kaplica św. Włodzimierza w Osinogródku
- Parafia św. Mikołaja Cudotwórcy w Postawach
  - Cerkiew św. Mikołaja Cudotwórcy w Postawach
- Parafia Zwiastowania w Rymkach
  - Cerkiew Zwiastowania w Rymkach
- Parafia Zmartwychwstania Pańskiego w Woropajewie
  - Cerkiew Zmartwychwstania Pańskiego w Woropajewie

## Galeria

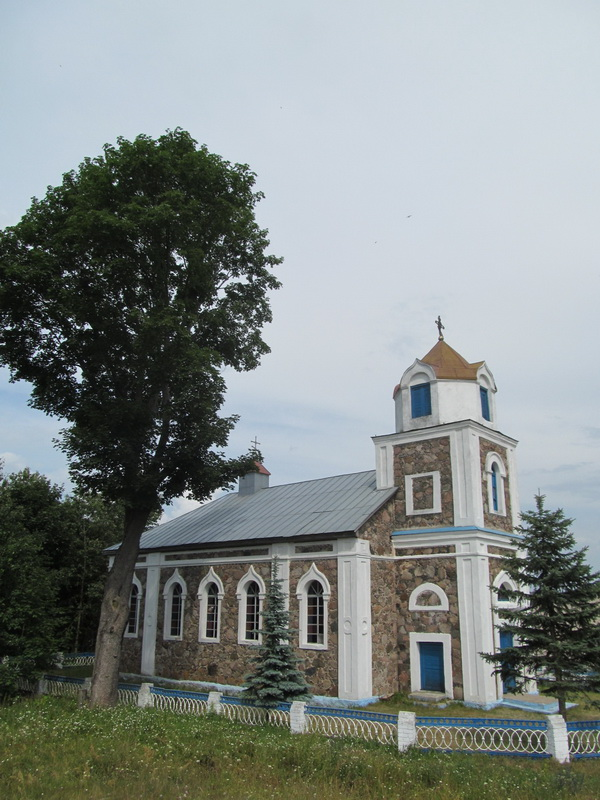
Cerkiew Narodzenia św. Jana Chrzciciela w Hruzdowie
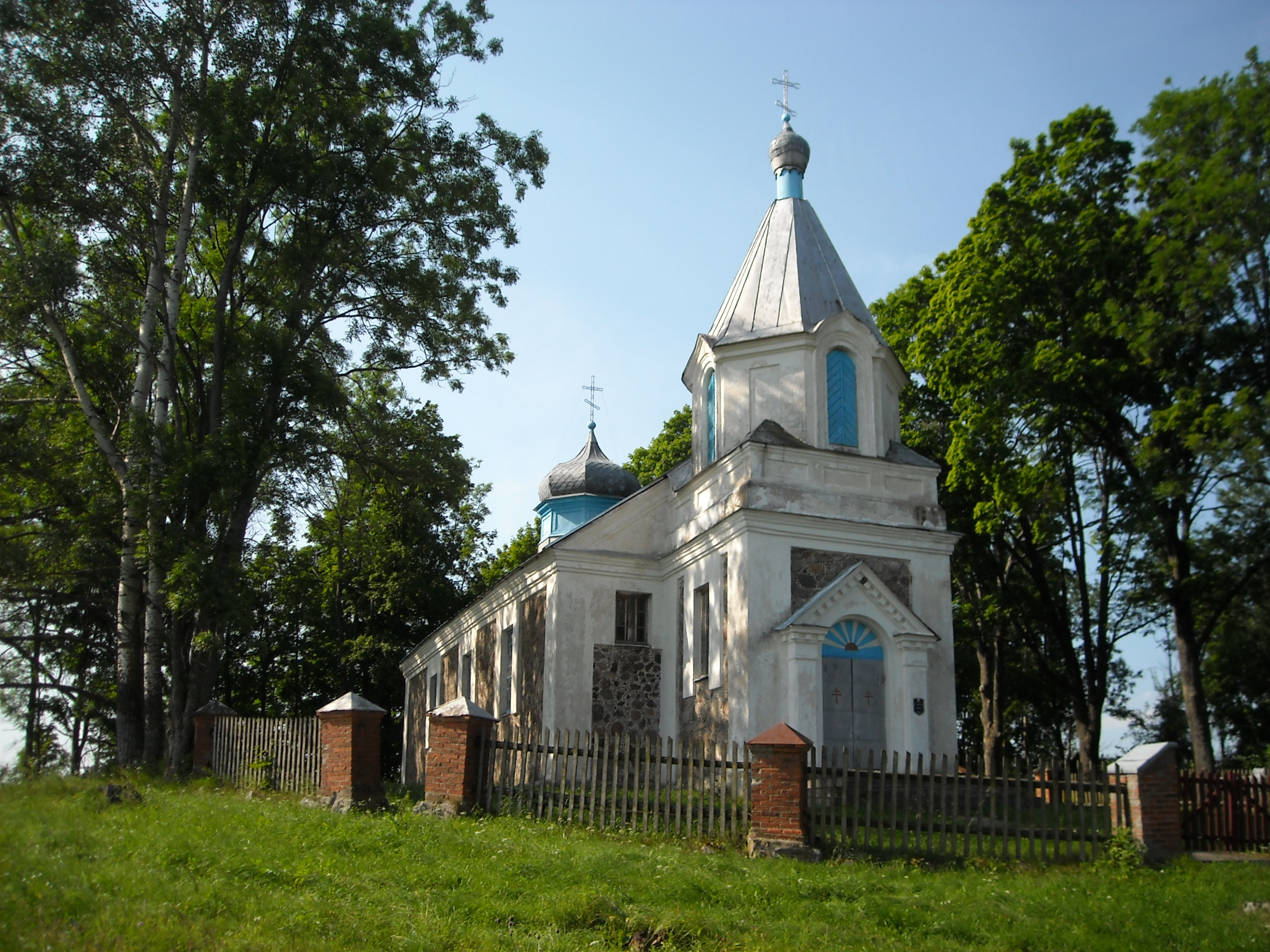
Cerkiew Opieki Matki Bożej w Łasicy
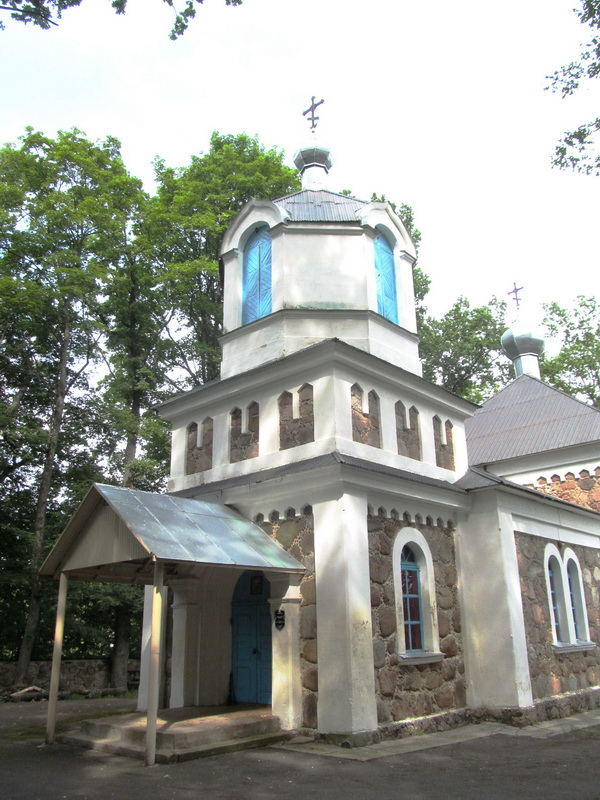
Cerkiew Zaśnięcia Matki Bożej w Mańkowiczach
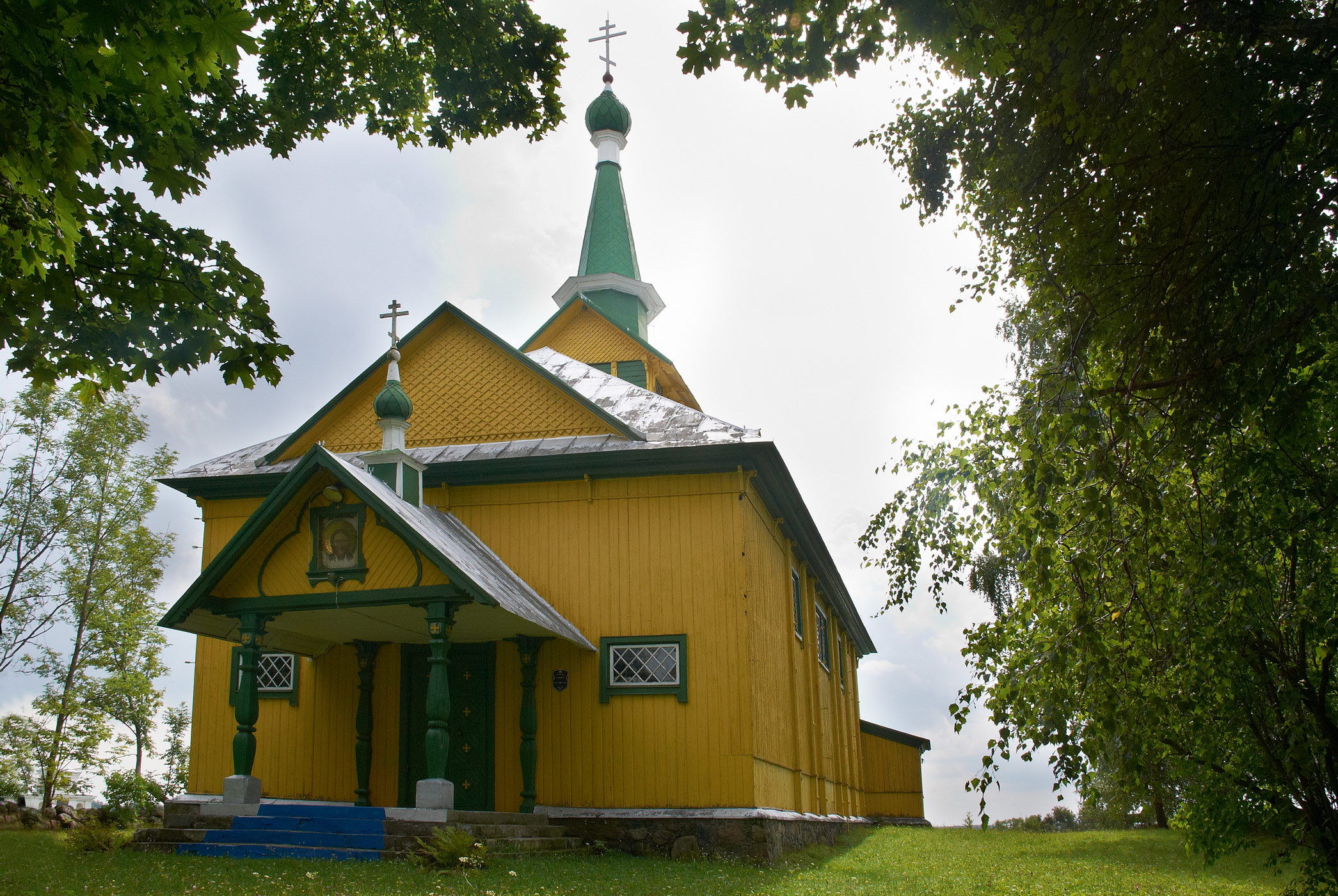
Cerkiew Opieki Matki Bożej w Osinogródku
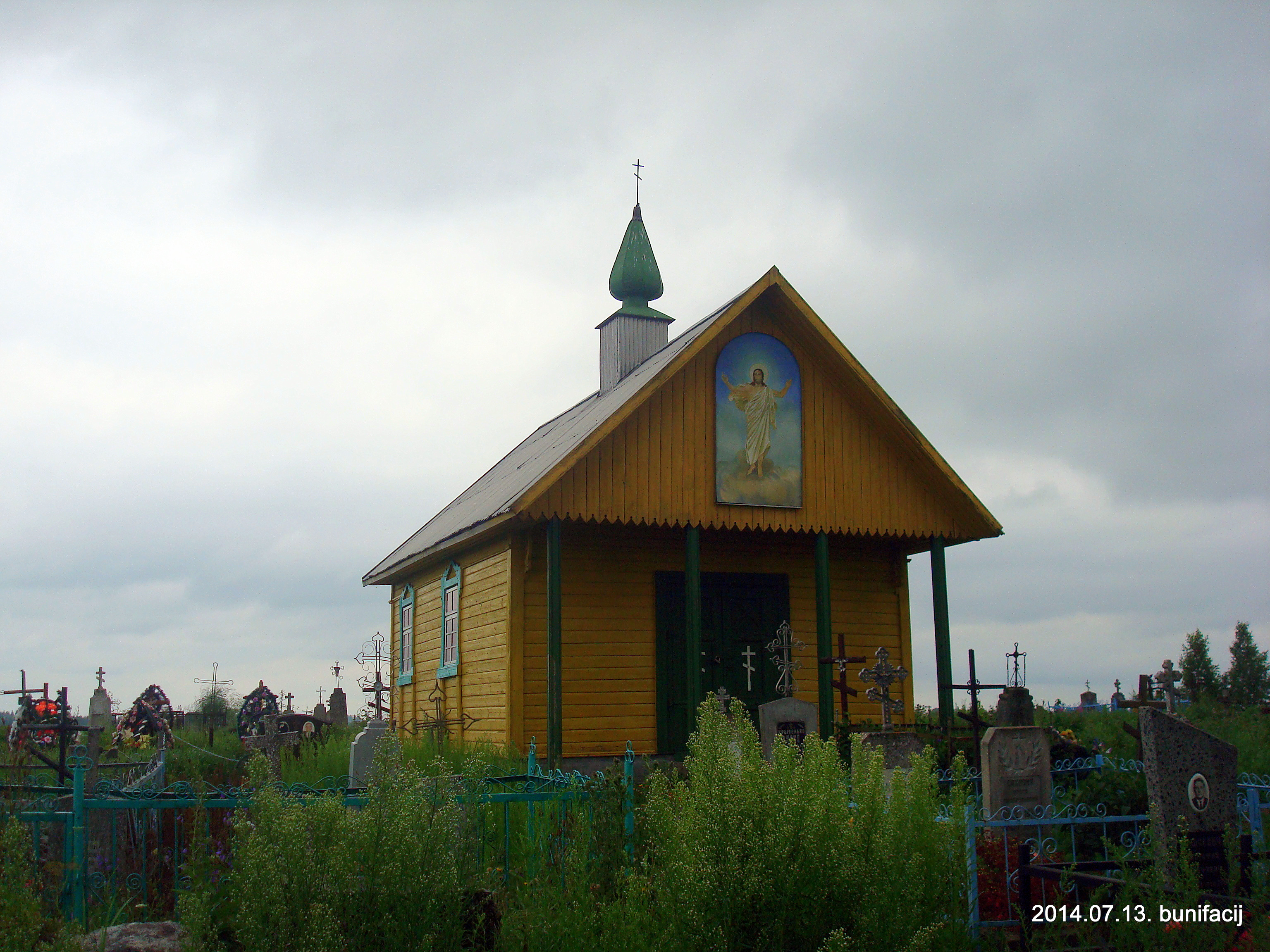
Kaplica św. Włodzimierza w Osinogródku
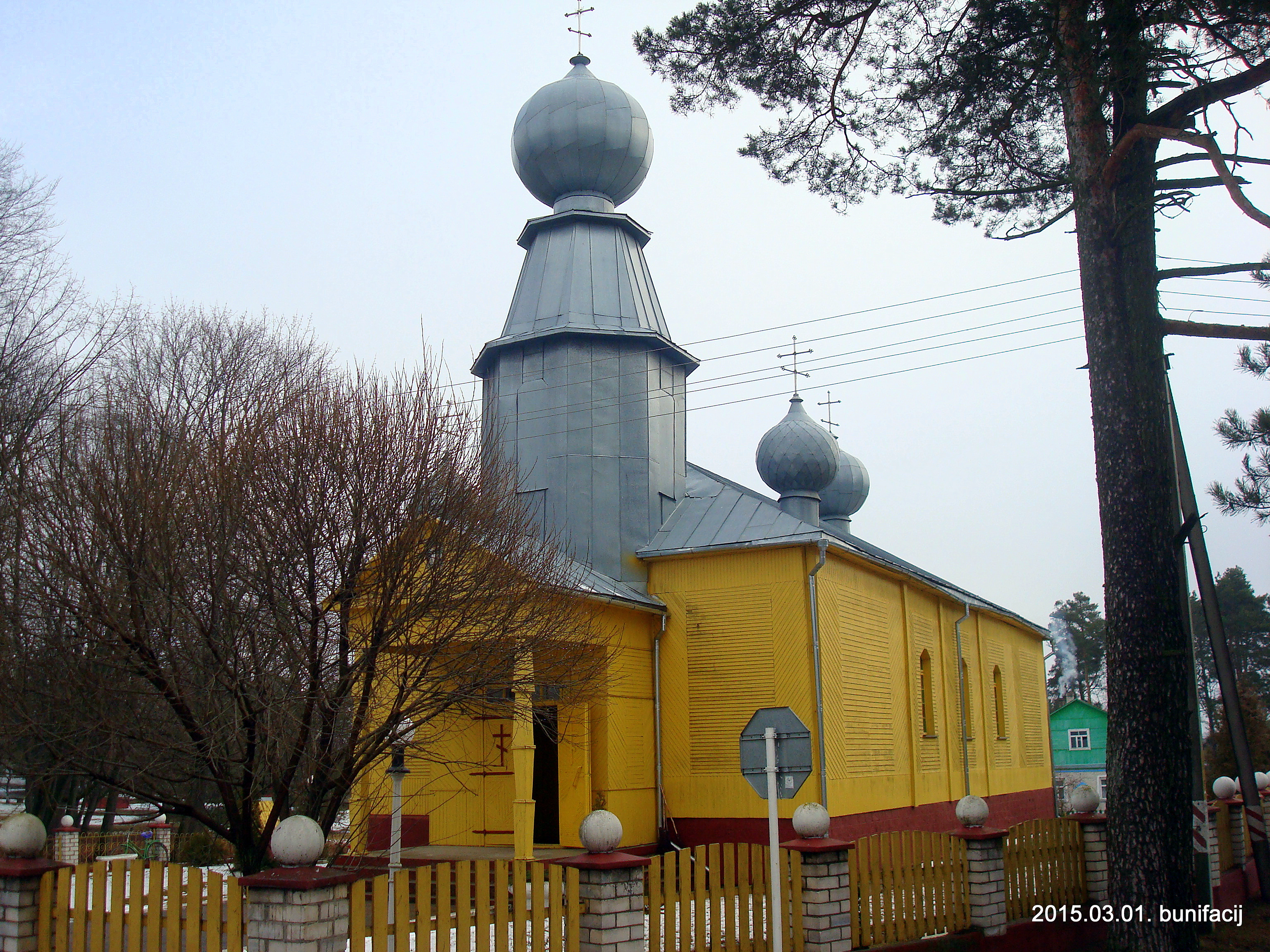
Cerkiew Zmartwychwstania Pańskiego w Woropajewie